# Zanzibargalago
De Zanzibargalago (Paragalago zanzibaricus) is een zoogdier uit de familie van de galago's (Galagidae). De wetenschappelijke naam van de soort werd voor het eerst geldig gepubliceerd door Paul Matschie in 1893.

## Voorkomen
De soort komt voor in het oosten van Tanzania.

## Ondersoorten
De soort heeft de volgende twee ondersoorten:
- Paragalago zanzibaricus zanzibaricus (Matschie, 1893) – komt voor op het eiland Zanzibar.
- Paragalago zanzibaricus udzungwensis (Honess in Kingdon, 1997) – komt in het noordoosten van Tanzania.